# Jam!
Jam! é um website canadense de notícias relacionadas ao mundo do entretenimento. Faz parte do portal CANOE, que pertence a empresa Quebecor, uma divisão da Sun Media. O website é, atualmente, a única fonte jornalística que tem, oficialmente, todo o histório correto de charts no Canadá, que está de acordo com a Nielsen SoundScan.
O canal CKXT-TV da empresa Sun Media em Toronto transmite o programa Inside Jam!, mas, devido a baixa audiência, é um programa transmitido apenas nos fins de semana.

## Ligações Externas
- Jam!
- Nielsen SoundScan Charts